# Любатівка
Любатівка (пол. Lubatówka) — лемківське село в Польщі, у гміні Івонич-Здруй Кросненського повіту Підкарпатського воєводства.
Населення — 1124 особи (2011).
У 1975—1998 роках село належало до Кросненського воєводства.

## Демографія
Демографічна структура станом на 31 березня 2011 року:
|          | Загалом | Допрацездатний вік | Працездатний вік | Постпрацездатний вік |
| -------- | ------- | ------------------ | ---------------- | -------------------- |
| Чоловіки | 576     | 145                | 395              | 36                   |
| Жінки    | 548     | 125                | 337              | 86                   |
| Разом    | 1124    | 270                | 732              | 122                  |